# ليجيانج

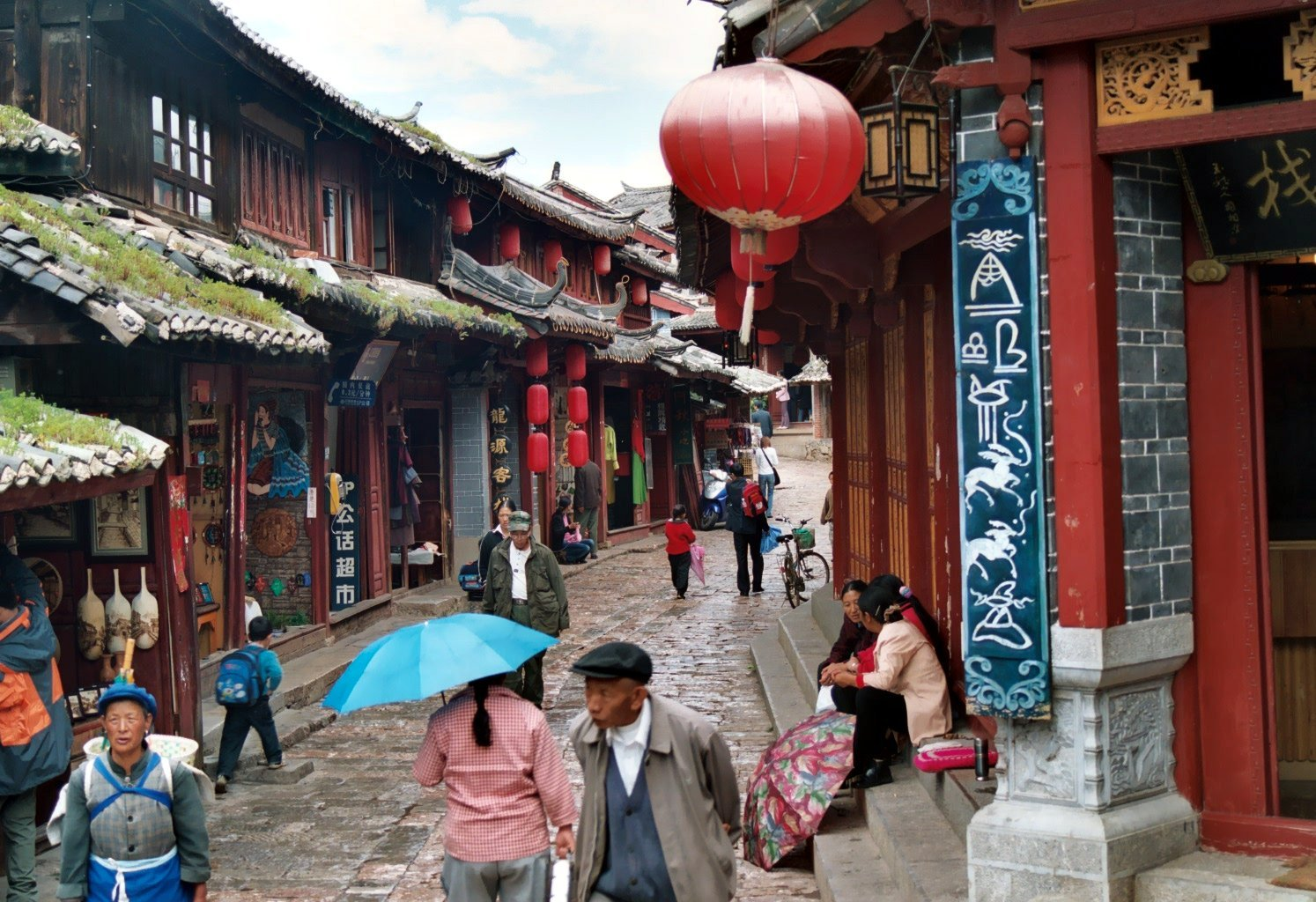
الأحياء الداخلية لليجانج

ليجانج هي مدينة صغيرة في شمال غرب مقاطعة يونان (الصين)، تبلغ مساحتها 21.219 كيلومتر مربع وعدد سكانها 1.137.600 حسب إحصاء سنة 2005.

## نبذة تاريخية
مدينة ليجانج جاءت محل بلدة ليجانغ القديمة هذه البلدة المشهورة والتي يبلغ سنها أكثر من 800 سنة وأعطاها اليونيسكو لقب تراث عالمي.

## وسائل النقل
- مطار ليجانج : يقع في جنوب مدينة ليجانج ويبعد بـ 28 كيلومتر عن وسط المدينة، توجد في المطار خدمات الحافلات السريعة التي توصل مباشرة لوسط مدينة ليجانج، وقد افتتح المطار في يوليو 1995، ويقوم برحلات نحو كونمينغ، تشيناغبانا، بكين، شانغهاي، قوانغتشو، شينتشن وجوي يانغ، كما يقدم خدمة الطائرات المستأجرة، وهناك رحلات يومية من كومينغ إلى ليجانج حيث تستغرق الرحبة 30 دقيقة فقط.
- هناك خدمة الحافلات من مدينة كونمينغ (8 ساعات) ومدينة دالي (3 ساعات).

## توأمة
لليجيانج اتفاقيات توأمة مع:
- روانوك

## أعلام
- يانغ لي